# Aéroport Centennial
Pour les articles homonymes, voir APA.
Le Centennial Airport (code IATA : APA • code OACI : KAPA) (traduit en français par « aéroport centenaire ») est un aéroport situé dans le comté d'Arapahoe du Colorado, aux États-Unis.
Il est désigné comme aéroport d'aviation générale, il n'y a donc pas de vols commerciaux. Néanmoins c'est un aéroport où le trafic est intense, classé dans les 25 premiers aéroports américains en termes de mouvements d'avions. Il est classé deuxième des États-Unis, derrière Van Nuys Airport, parmi les aéroports d'aviation générale.